# Cinderella's Sister
Cinderella's Sister (en hangul, 신데렐라 언니) es una serie de televisión surcoreana emitida originalmente durante 2010 y protagonizada por Moon Geun Young, Chun Jung Myung, Seo Woo y Ok Taecyeon de 2PM.
Fue transmitida por KBS 2TV, desde el 31 de marzo hasta el 3 de junio de 2010, finalizando con una longitud de 20 episodios, al aire las noches de los miércoles y los jueves a las 21:55 (KST). La serie muestra una versión moderna del clásico cuento de hadas teniendo como fondo Seúl y siguiendo la relación conflictiva entre dos hermanastras ya que sus vidas y amores se entrelazan.

## Reparto
- Moon Geun Young como Song Eun Jo / Goo Eun Jo.
- Seo Woo como Goo Hyo Sun.
- Chun Jung Myung como Hong Ki Hoon.
- Ok Taecyeon como Han Jung Woo.
  - Moon Suk Hwan como Han Jung Woo (joven).
- Lee Mi Sook como Song Kang Sook.
- Kim Kap-soo como Goo Dae-sung.
- Kang Sung Jin como Yang Hae Jin.
- Choi Il Hwa como Presidente Hong.
- Yeon Woo Jin como Dong Soo.
- Go Se Won como Hong Ki Jung.
- Seo Hyun-chul como Verdadero amor de Kang Sook.[5]
- Kim Chung como Madrastra de Ki Hoon.

## Banda sonora
1. Yesung (Super Junior) - «It Has To Be You»
2. Krystal, Luna (F(x)) - «Calling Out»
3. Lee Yun Jong - «Smile Again»
4. JOO - «Turn Around»
5. Alex Chu - «Trees»
6. Byul - «After abandoning the heart»

## Recepción

### Audiencia
En Azul la audiencia más baja y en rojo la más alta, correspondientes a las empresas medidoras TNms y AGB Nielsen. Los espacios en blanco corresponden a cuotas de audiencia demasiado bajas, por lo que las empresas medidoras suelen no publicarlas.
| Ep. #    | Fecha original de emisión | Share        | Share        | Share       | Share       |
| Ep. #    | Fecha original de emisión | TNmS Ratings | TNmS Ratings | AGB Nielsen | AGB Nielsen |
| Ep. #    | Fecha original de emisión | Nacional     | Seúl         | Nacional    | Seúl        |
| -------- | ------------------------- | ------------ | ------------ | ----------- | ----------- |
| 1        | 31 de marzo de 2010       | 16.7 %       | 16.2 %       | 15.8 %      | 15.9 %      |
| 2        | 1 de abril de 2010        | 16.4 %       | 15.8 %       | 14.5 %      | 15.5 %      |
| 3        | 7 de abril de 2010        | 16.8 %       | 16.4 %       | 16.1 %      | 17.7 %      |
| 4        | 8 de abril de 2010        | 18.0 %       | 17.3 %       | 17.7 %      | 18.2 %      |
| 5        | 14 de abril de 2010       | 19.7 %       | 19.1 %       | 19.1 %      | 20.7 %      |
| 6        | 15 de abril de 2010       | 18.6 %       | 17.8 %       | 18.2 %      | 19.1 %      |
| 7        | 21 de abril de 2010       | 18.5 %       | 17.8 %       | 17.9 %      | 18.2 %      |
| 8        | 22 de abril de 2010       | 19.0 %       | 18.6 %       | 18.0 %      | 18.2 %      |
| 9        | 28 de abril de 2010       | 19.2 %       | 18.8 %       | 18.7 %      | 19.6 %      |
| 10       | 29 de abril de 2010       | 20.8 %       | 20.6 %       | 19.2 %      | 20.4 %      |
| 11       | 5 de mayo de 2010         | 18.8 %       | 18.4 %       | 18.3 %      | 19.7 %      |
| 12       | 6 de mayo de 2010         | 20.5 %       | 20.3 %       | 19.2 %      | 20.7 %      |
| 13       | 12 de mayo de 2010        | 18.1 %       | 18.4 %       | 17.3 %      | 17.5 %      |
| 14       | 13 de mayo de 2010        | 18.7 %       | 18.4 %       | 16.7 %      | 17.4 %      |
| 15       | 19 de mayo de 2010        | 19.0 %       | 19.1 %       | 17.1 %      | 17.9 %      |
| 16       | 20 de mayo de 2010        | 16.8 %       | 17.1 %       | 14.8 %      | 15.1 %      |
| 17       | 26 de mayo de 2010        | 23.2 %       | 23.8 %       | 20.2 %      | 21.0 %      |
| 18       | 27 de mayo de 2010        | 21.0 %       | 22.1 %       | 19.4 %      | 20.1 %      |
| 19       | 2 de junio de 2010        | 22.3 %       | 23.6 %       | 20.0 %      | 21.3 %      |
| 20       | 3 de junio de 2010        | 22.7 %       | 23.7 %       | 19.4 %      | 20.6 %      |
| Promedio | Promedio                  | 19.2 %       | 19.2 %       | 17.9 %      | 18.7 %      |

## Banda sonora
1. 너 아니면 안돼 (It Has To Be You) - Yesung
2. 불러본다 (Calling Out) - Luna y Krystal
3. 스마일 어게인 - Lee Yoon Jong
4. 너 였다고 - JM
5. 내 사랑을 구해줘! - Pink Toniq
6. 신데렐라언니
7. 미소지으면
8. 보사노바
9. 그때 그 자리에
10. 사랑한다면
11. 뒷동산
12. 마이너 왈츠
13. 느리게 걷기
14. 후회
15. 모정
16. 내 사랑을 구해줘! (Rock version) - Pink Toniq

## Premios y nominaciones
| Año  | Premio                           | Categoría                                                      | Nominado                          | Resultado |
| ---- | -------------------------------- | -------------------------------------------------------------- | --------------------------------- | --------- |
| 2010 | BGM Cyworld                      | Salón de la fama                                               | It Has To Be You                  | Ganador   |
| 2010 | 5th Cyworld Digital Music Awards | Canción del mes (abril)                                        | It Has To Be You                  | Ganador   |
| 2010 | 25th Golden Disk Awards          | Digital Bonsang                                                | It Has To Be You                  | Nominado  |
| 2010 | 25th Golden Disk Awards          | Premio a la popularidad                                        | It Has To Be You                  | Nominado  |
| 2010 | 2nd Melon Music Awards           | Premio tema especial                                           | It Has To Be You                  | Nominado  |
| 2010 | 3rd Korea Drama Awards           | Mejor nueva actriz                                             | Seo Woo                           | Ganadora  |
| 2010 | KBS Drama Awards                 | Premio a la mejor pareja                                       | Moon Geun Young y Chun Jung Myung | Nominados |
| 2010 | KBS Drama Awards                 | Premio de popularidad (Actriz)                                 | Moon Geun Young                   | Ganadora  |
| 2010 | KBS Drama Awards                 | Premio de Netizens (Actor)                                     | Ok Taecyeon                       | Nominado  |
| 2010 | KBS Drama Awards                 | Premio de Netizens (actriz)                                    | Moon Geun Young                   | Nominada  |
| 2010 | KBS Drama Awards                 | Premio de Netizens (actriz)                                    | Seo Woo                           | Nominada  |
| 2010 | KBS Drama Awards                 | Mejor nuevo actor                                              | Ok Taecyeon                       | Nominado  |
| 2010 | KBS Drama Awards                 | Mejor nueva actriz                                             | Seo Woo                           | Nominada  |
| 2010 | KBS Drama Awards                 | Premio a la excelencia, actor en un drama de mediana longitud  | Chun Jung Myung                   | Nominado  |
| 2010 | KBS Drama Awards                 | Premio a la excelencia, actriz en un drama de mediana longitud | Moon Geun Young                   | Nominada  |
| 2010 | KBS Drama Awards                 | Premio a la excelencia (Actor)                                 | Kim Kap Soo                       | Ganador   |
| 2010 | KBS Drama Awards                 | Premio a la excelencia (Actriz)                                | Lee Mi Sook                       | Nominada  |
| 2010 | KBS Drama Awards                 | Premio a la excelencia (Actriz)                                | Moon Geun Young                   | Ganadora  |
| 2011 | 6th Cyworld Digital Music Awards | Mejor tema musical                                             | It Has To Be You                  | Ganador   |
| 2011 | 47th Baeksang Arts Awards        | La mayoría popular actor (TV)                                  | Ok Taecyeon                       | Nominado  |
| 2011 | 47th Baeksang Arts Awards        | La mayoría popular actriz (TV)                                 | Moon Geun Young                   | Ganadora  |
| 2011 | 47th Baeksang Arts Awards        | Mejor nuevo actor (TV)                                         | Ok Taecyeon                       | Nominado  |
| 2011 | 47th Baeksang Arts Awards        | Mejor guion (TV)                                               | Kim Gyu-wan                       | Nominado  |

## Emisión internacional
- China: STAR Xing Kong (2010) y Anhui TV (2012).
- Hong Kong: Entertainment Channel y TVB J2.
- Japón: Mnet Japan y BS-Fuji (2011).[9]
- Tailandia: Channel 7 (2014).[10]
- Taiwán: CTi.
- Vietnam: THP.